# ابن الرحبي
ابن الرحبي هما طبيبان شقيقان من أهل دمشق اشتهروا وذاع صيتهم في البلاد.
الأول:شرف الدين بن يوسف الرحبي
الثاني:جمال الدين بن يوسف الرحبي

## شرف الدين بن يوسف الرحبي
ولد في دمشق سنة 583 هجري كان طبيبآ تولى تدريس الطب في البيمارستان الكبير بدمشق، قال عنه ابن العبري أنه كان بارعاً في الطب وفي الشرح والتعليم النظري وعرفة أسرار جسم الإنسان وعلاج الامراض، وذكره ابن أبي أصيبعة أن من تأليفه كتاب (خلق الأنسان وهيئة أعضائه ومنفعتها)، توفي في دمشق سنة 667 هجري.

## جمال الدين بن يوسف الرحبي
ولد في دمشق وعمل في الطب المهنة التي برع فيها شقيقه شرف الدين بن يوسف، وعمل في البيمارستان النوري في أوج ازدهار الطب والمعالجة بدمشق حيث كانت مقصد للعلما، وعني جمال الدين الرحبي جل العناية بالطبابة، وقال عنه ابن العبري (كان حسن الأخلاق وله شهرته بين الاطباء وتجارب كبيرة في الطبابة وله نفوذ مشهود لها في المعالجة.